# Union de Transports Aériens
Union de Transports Aériens, conosciuta più brevemente come UTA, è stata un'importante compagnia aerea francese. È stata la maggiore aerolinea privata del paese (società per azioni quotata in borsa), nonché la seconda per dimensioni dopo Air France. È stata per molti anni l'alter ego di Air France anche se i due vettori evitarono concorrenza diretta coordinandosi e suddividendosi equamente le aree geografiche da raggiungere. Particolarmente rilevante fu il ruolo di UTA in quelle dell'Africa, parte dell'Asia e del Pacifico.

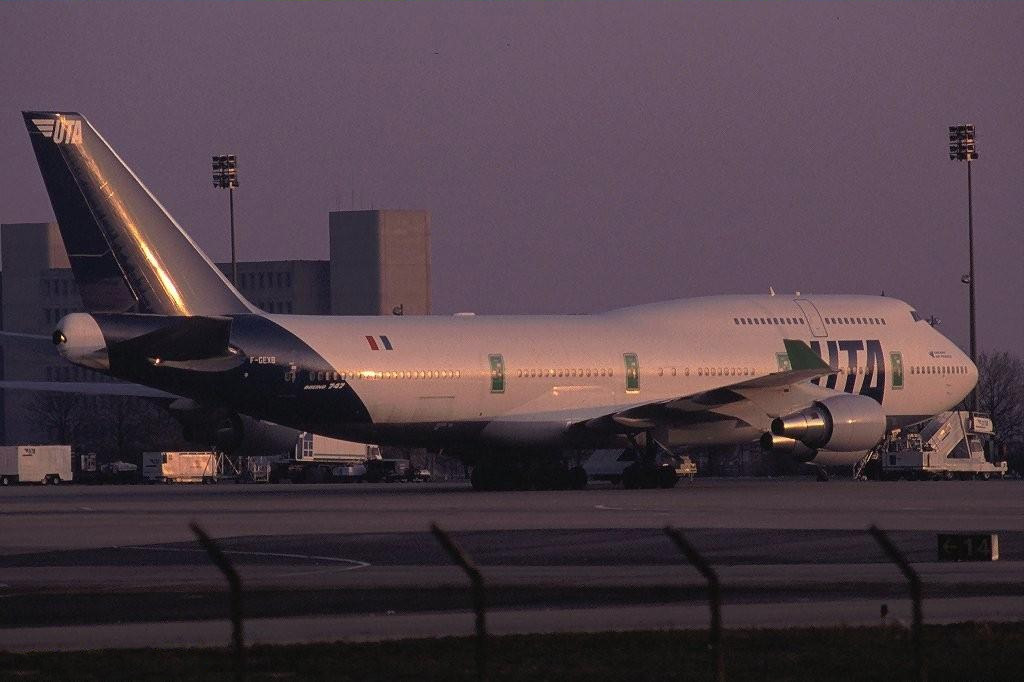
Il Boeing 747-400 immatricolato F-GEXB

## Storia

### I predecessori
UTA nacque il 1° ottobre 1963 dalla fusione tra due già affermate aviolinee francesi, T.A.I. e U.A.T., entrambe private e quasi coetanee.
TAI-Transports Aériens Intercontinentaux era sta fondata il 3 giugno 1946 ed aveva iniziato a volare il 1° luglio con una modesta flotta di tre Junkers Ju.52 di epoca bellica trasportando frutta e verdura fresca dall'Africa a Parigi e poi alla Gran Bretagna. Poi entrò in servizio un Bristol B-170, ampiamente utilizzato anche per il rimpatrio di cittadini francesi dall'estero. I collegamenti di linea verso Africa e Indocina furono aggiunti due anni dopo, resi possibili dall'acquisto di Douglas DC 4. Nel 1955 l'azienda firmava un protocollo d'intesa con Air France e UAT per evitare dannose duplicazioni e concentrarsi sulle destinazioni verso l'Asia sudorientale e l'Australasia. Nella flotta furono aggiunti altri quadrimotori: Douglas DC 6 e il poco attraente SNCASE SE.2010 "Armagnac". Nelle aree più periferiche furono create o partecipate piccole aerolinee locali quali Air Hebrides e R.A.I./Air Polynesie. Nel 1959 TAI inaugurò l'allora più lunga rotta del mondo: Tahiti-Honolulu-Los Angeles grazie anche ai Douglas DC 7C, da poco entrati in flotta. L'acquisto di Douglas DC 8 migliorò ulteriormente i servizi a lungo raggio ma fu anche la causa per l'avvicinamento a UAT, iniziato nella primavera 1960.
UAT-Union Aéromaritime de Transport era stata fondata il 13 ottobre 1949 ed aveva intrapreso i primi collegamenti regolari il 23 gennaio dell'anno seguente. Ereditava lo spirito della prebellica Aéromaritime, profondamente danneggiata dalla Seconda Guerra Mondiale, ma poi riesumato dall'azionista di riferimento, l'importante società marittima Chargeurs Réunis (40% dell'azionariato). I voli debuttarono con tre Consolidated "Liberator" precedentemente alla S.A.T.I. Dal 1950 tre Douglas DC 4 si dipanarono dalla Francia verso le colonie dell'Africa Occidentale ed Equatoriale. Poco dopo le rotte meno prestigiose furono affidate all'onnipresente Douglas DC 3. Nel 1953 la società prese una decisione coraggiosa, ordinando il De Havilland DH.106 "Comet", il cui impiego fu però limitato. Le attività furono ristorate con l'adozione di Douglas DC 6 e, il 1° maggio 1955, dall'assorbimento della conterranea Aigle Azur che portò in dono tre DC 6 e rotte per il Medio e l'Estremo Oriente. Nello stesso anno l'azienda firmava un protocollo d'intesa con Air France e TAI per evitare dannose duplicazioni e si poté concentrare sulle destinazioni africane. Qui, per le rotte a bassa frequentazione, era stato scelto di britannico De Havilland DH.114 "Heron". Dal 1954 erano in servizio, solo per il trasporto di merci, Nord 2501 "Noratlas". L'acquisto di Douglas DC 8 migliorò ulteriormente i servizi a lungo raggio ma fu anche la causa per l'avvicinamento a TAI, iniziato nella primavera 1960.
Il progetto di fusione fu approvato dai due consigli di amministrazione il 14 settembre 1961 e l'accordo finale il 2 agosto dell'anno successivo. I due marchi TAI e UAT sparirono e ne nacque uno nuovo: UTA. La presenza in Africa era destinata a nuove evoluzioni: nel luglio 1960 Air France e UAT creavano una società destinata a diventare il vettore di bandiera di tutte le ex colonie di recentissima indipendenza: Air Afrique-Société de Transports Aériens en Afrique. Nel dicembre 11 nazioni africane aderivano al protocollo d'intesa e il 28 marzo dell'anno seguente affidavano i rispettivi diritti di traffico alla nuova entità. Così, il 26 giugno, Air Afrique fu costituita legalmente. L'accordo-quadro sulle attività operative fu siglato in data del 27 marzo 1963.

### UTA-Union de Transports Aériens
Il vettore, per l'epoca, si presentava imponente: 29 aerei, una rete di 190.000 chilometri, quasi 5.000 dipendenti. Poco dopo la fusione formale, avvenuta il 1° ottobre 1963, il governo di Parigi stabilì aree di competenza tra l'azienda e Air France. Il confine fu stabilito approssimativamente attorno al 17° parallelo terrestre: ad UTA tutti i collegamenti per l'Africa (eccetto Nord Africa, Dakar, colonie britanniche e Madagascar) e quelli per Indocina, Australia, Pacifico con prosecuzione verso la costa occidentale degli Stati Uniti.
Quasi subito un DC 8 passeggeri fu modificato in tutto-merci. Nel 1966 l'acquisto di due SE.210 "Caravelle" per le rotte verso il Nord Africa e quelle interne alla Polinesia. Due capienti quadrigetti Douglas DC 8 serie 60 furono acquistati per consegna nel 1967. Ma nuovi modelli a lungo raggio e grande capacità erano già in fase di sviluppo. Nel giugno 1969 la società annunci ufficialmente la scelta del Douglas DC 10 serie 30, il primo dei quali sarà consegnato nella primavera del 1973.
Non ci sarà da aspettare molto per l'acquisto del Boeing 747: si cominciò, a partire dal 1978, con due esemplari della versione F (tutto-merci), affiancati quattro anni dopo da altrettanti della serie 200 "combi". Quindi, dal 1993, la serie 300, con il ponte superiore allungato. L'ancora più capiente serie 400 arriverà nel 1989.
Ormai la flotta era tutta composta da macchine a grande autonomia e grande capacità e lo sarebbe stata anche in futuro. Lo confermò l'ordine per sei Airbus A340 peraltro mai consegnati. Anche sul mercato interno qualcosa si muoveva: ad esempio l'acquisto del 35,75% di Air Inter, probabilmente un primo passo in direzione dell'ingresso nel territorio nazionale. Ma vari fattori complottavano contro la società. Innanzi tutto le conseguenze della cosiddetta Prima Guerra del Golfo (1990-1991) con un calo del traffico aereo a livello mondiale. Quindi le spinte interne a livello governativo, politico ed economico che premevano per la creazione di un'unica ancora più grande compagnia di bandiera francese e, nel dicembre 1992, UTA fu completamente assorbita da Air France. Da notare che è la struttura giuridica (codice ISIN: FR0000031122) - che è oggi quella del gruppo Air France-KLM - la holding che controlla il binomio Air France e KLM.

## Società affiliate
- Compagnie Aéromaritime d'Affretement sussidiaria costituita nel 1966 per gestire il settore charter. Per un certo periodo avrà anche la gestione e manutenzione dei "Guppy" di Airbus Industrie.
- K.S.S.U., consorzio costituito nel 1971 per l'assistenza tecnica ai trigetti Douglas DC 10 di KLM, SAS, Swissair e UTA. Attività psuccessivamente estesa anche a Boeing 747 e Airbus A300B delle quattro società.
- SODETRAF, azionista al 28% di Air Afrique e che controllava direttamente cinque aerolinee interne africane.
- UTA Industries ccostituita nel 1971 per assistenza e manutenzione dei velivoli anche di terzi.

## Flotta
Al 31 dicembre 1990, era composta da 15 aeromobili:
- 6 McDonnell Douglas DC-10 (di cui 4 in noleggio)
- 2 Boeing 747-200F
- 1 Boeing 747-200C
- 4 Boeing 747-300C
- 2 Boeing 747-400

C'erano ordini fermi per 7 Airbus A340-300 e 1 Boeing 767-300ER.